# Canton de Pont-sur-Yonne
Le canton de Pont-sur-Yonne est une circonscription électorale française située dans le département de l'Yonne et la région Bourgogne-Franche-Comté.

## Histoire
À la suite du redécoupage cantonal de 2014, les limites territoriales du canton sont remaniées. Le nombre de communes du canton passe de 16 à 10.

## Représentation

### Conseillers d'arrondissement (de 1833 à 1940)
Le canton de Pont-sur-Yonne avait deux conseillers d'arrondissement jusqu'en 1928.
| Période                                  | Période | Identité                                         | Étiquette | Qualité |
| ---------------------------------------- | ------- | ------------------------------------------------ | --------- | --- |
| 1833                                     | 1845    | Laurent Bertrand                                 |           | Négociant à Paris                                                                                           |
| 1833                                     | 1848    | Éloy Le Comte                                    |           | Maître de poste à Villeneuve-la-Guyard                                                                      |
| 1845                                     | 1848    | Isidore Deslions                                 |           | Maître de poste aux chevaux à Pont-sur-Yonne                                                                |
| 1848                                     | 1870    | Roch Esprit                                      |           | Propriétaire à Champigny                                                                                    |
| 1848                                     | 1852    | M. Bisson                                        |           | Propriétaire à Pont-sur-Yonne                                                                               |
| 1852                                     | 1861    | Eloy Le Comte                                    |           | Propriétaire, maire de Villeneuve-la-Guyard                                                                 |
| 1864                                     | 1870    | Joseph Louis Nicolas Vacher (1813-1890)          |           | Notaire honoraire à Sens, propriétaire à Pont-sur-Yonne                                                     |
| 1870                                     | 1874    | François Étienne Cullet                          |           | Propriétaire à Pont-sur-Yonne                                                                               |
| 1870                                     | 1874    | Jean Malliary                                    |           | Entrepreneur (fabricant de briques) à Pont-sur-Yonne                                                        |
| 1874                                     |         | Pierre Louvrier (1810-1882)                      |           | Propriétaire à Pont-sur-Yonne, maire de Saint-Sérotin                                                       |
| 1874                                     | 1880    | François Napoléon Brossard (1810-1900)           |           | Notaire honoraire à Villeblevin Propriétaire à Villeneuve-la-Guyard                                         |
| 1880                                     | 1904    | Émile-Léon Guillié                               |           | Médecin à Villeneuve-la-Guyard                                                                              |
| 1898                                     | 1904    | Maurice Louvrier (1846-1929, fils de P.Louvrier) |           | Propriétaire rentier à Saint-Sérotin                                                                        |
| 1904                                     | 1910    | Onésime Pinon                                    |           | Propriétaire cultivateur à La Chapelle, Champigny-sur-Yonne                                                 |
| 1904                                     | 1910    | Émile Charpentier                                |           | Huissier à Pont-sur-Yonne                                                                                   |
| 1910                                     | 1922    | Léon Viaut (1866-1950)                           | Radical   | Vétérinaire, maire de Villeneuve-la-Guyard                                                                  |
| 1910                                     | 1919    | Henri Faure (1865-1940)                          | Radical   | Maire d'Évry                                                                                                |
| 1919                                     | 1928    | M. Bourgoin                                      |           | Maire de Villemanoche                                                                                       |
| 1922                                     | 1934    | Valère Laprée (1872-1944)                        |           | Cultivateur au Petit-Villeblevin                                                                            |
|                                          | 1934    | Georges Cerneau (1877-1973)                      |           | Agriculteur, maire de Cuy (1919-1965)                                                                       |
|                                          | 1934    | Marcel Chamillard (1894-1988)                    | SFIO      | Cultivateur, conseiller municipal de Villeblevin                                                            |
| 1934                                     | 1937    | Robert Charlot                                   | Droite    | Instituteur à Saint-Agnan                                                                                   |
| 1934                                     | 1940    | Henri Faure                                      | Radical   | Maire d'Évry                                                                                                |
| 1937                                     | 1940    | Maurice Brisson                                  | DVG       | Entrepreneur de travaux publics, conseiller municipal de Pont-sur-Yonne                                     |
| 1940                                     |         |                                                  |           | Les conseils d'arrondissement ont été suspendus par la loi du 12 octobre 1940 et n'ont jamais été réactivés |
| Les données manquantes sont à compléter. |         |                                                  |           | |

### Conseillers généraux de 1833 à 2015
| Période | Période          | Identité           | Étiquette                     | Qualité |
| ------- | ---------------- | ------------------ | ----------------------------- | --- |
| 1833    | 1848 (décès)     | Augustin Foacier   |                               | Conseiller référendaire à la Cour des Comptes, Paris |
| 1848    | 1861 (décès)     | Laurent Bertrand   | Bonapartiste                  | Propriétaire à Pont-sur-Yonne Représentant du peuple (1849-1851, 1852-1857), conseiller d'arrondissement                                                                    |
| 1861    | 1870             | Éloy Le Comte      |                               | Maire de Villeneuve-la-Guyard (1825-1832, 1835-1866), conseiller d'arrondissement                                                                                           |
| 1870    | 1880 (démission) | David Lamy         | Républicain                   | Avoué à Paris Propriétaire à Champigny |
| 1880    | 1919             | Eugène Petit       | Républicain                   | Docteur-médecin à Pont-sur-Yonne |
| 1919    | 1937             | Paul Rouif         | Rad                           | Négociant en nouveautés Maire de Pont-sur-Yonne (1914-1922 et 1929-1940) |
| 1937    | 1940             | Robert Charlot     | PSF                           | Instituteur à Saint-Agnan, ancien conseiller d'arrondissement Nommé conseiller départemental en 1943                                                                        |
|         |                  |                    |                               | |
| 1945    | 1949             | Maurice Brisson    | Républicain socialiste        | Entrepreneur de travaux publics, ancien résistant Maire de Pont-sur-Yonne (1945-1974) Ancien conseiller d'arrondissement (1937-1940) (révoqué par le Gouvernement de Vichy) |
| 1949    | 1955             | Marcel Cornu       | PPUS                          | Maire de Champigny |
| 1955    | 1973             | Maurice Brisson    | RGR puis DVG puis CIR puis PS | Maire de Pont-sur-Yonne |
| 1973    | 1998             | Roger Lassale      | PS                            | Professeur de mathématiques Député (1981-1986) Maire de Pont-sur-Yonne (1974-2005)                                                                                          |
| 1998    | 2008 (décès)     | Christian Brière   | PS                            | Chef d'exploitation à la DDE Maire de Pont-sur-Yonne (2005-2008) |
| 2009    | 2015             | Dominique Bourreau | PS                            | Chef d'entreprise Maire de Villeneuve-la-Guyard depuis 2008 |

### Représentation après 2015
| Période élective | Période élective | Mandat | Mandat   | Identité         | Nuance | Nuance | Qualité |
| ---------------- | ---------------- | ------ | -------- | ---------------- | ------ | ------ | --- |
| 2015             | 2021             | 2015   | 2021     | Grégory Dorte    |        | DVD    | Directeur territorial de la mairie de Montereau-fault-Yonne, Maire de Pont-sur-Yonne                                                                |
| 2015             | 2021             | 2015   | 2021     | Dominique Sineau |        | DVD    | Secrétaire générale du SIVOM Nord-Sénonais, Villeneuve-la-Guyard 12ème Vice-Présidente du Conseil départemental                                     |
| 2021             | 2028             | 2021   | en cours | Grégory Dorte    |        | DVD    | Conseiller sortant, 1er vice-président, chargé de l’Éducation (dont les collèges) et de la Jeunesse, président du conseil départemental depuis 2025 |
| 2021             | 2028             | 2021   | en cours | Dominique Sineau |        | DVD    | Conseillère sortante |

### Résultats détaillés

#### Élections de mars 2015
À l'issue du 1er tour des élections départementales de 2015, trois binômes sont en ballottage : Alexandrine Ferrand et Julien Odoul (FN, 38,67 %), Grégory Dorte et Dominique Sineau (Union de la Droite, 28,62 %) et Dominique Bourreau et Françoise Martin (Union de la Gauche, 24,83 %). Le taux de participation est de 53,02 % (4 874 votants sur 9 192 inscrits) contre 51,97 % au niveau départemental et 50,17 % au niveau national.
Au second tour, Grégory Dorte et Dominique Sineau (Union de la Droite) sont élus avec 56,25 % des suffrages exprimés et un taux de participation de 53,14 % (2 519 voix pour 4 885 votants et 9 192 inscrits).

#### Élections de juin 2021
Le premier tour des élections départementales de 2021 est marqué par un très faible taux de participation (33,26 % au niveau national). Dans le canton de Pont-sur-Yonne, ce taux de participation est de 32,02 % (3 054 votants sur 9 537 inscrits) contre 35,12 % au niveau départemental. À l'issue de ce premier tour, deux binômes sont en ballottage : Grégory Dorte et Dominique Sineau (DVD, 44,6 %) et Laurence Leblanc et Romain Luboue (RN, 30,9 %).
Le second tour des élections est marqué une nouvelle fois par une abstention massive équivalente au premier tour. Les taux de participation sont de 34,36 % au niveau national, 36,29 % dans le département et 32,98 % dans le canton de Pont-sur-Yonne. Grégory Dorte et Dominique Sineau (DVD) sont élus avec 65,77 % des suffrages exprimés (1 908 voix pour 3 146 votants et 9 538 inscrits),,.

## Composition

### Composition avant 2015
Le canton comprenait seize communes.
| Nom                        | Code Insee | Codepostal | Superficie (km2) | Population (dernière pop. légale) | Densité (hab./km2) |
| -------------------------- | ---------- | ---------- | ---------------- | --------------------------------- | ------------------ |
| Pont-sur-Yonne (chef-lieu) | 89309      | 89140      | 13,90            | 3 284 (2012)                      | 236                |
| Champigny                  | 89074      | 89340      | 21,28            | 2 240 (2012)                      | 105                |
| Chaumont                   | 89093      | 89340      | 8,64             | 620 (2012)                        | 72                 |
| Cuy                        | 89136      | 89140      | 6,97             | 775 (2012)                        | 111                |
| Évry                       | 89162      | 89140      | 4,54             | 372 (2012)                        | 82                 |
| Gisy-les-Nobles            | 89189      | 89140      | 10,91            | 586 (2012)                        | 54                 |
| Lixy                       | 89229      | 89140      | 12,02            | 439 (2012)                        | 37                 |
| Michery                    | 89255      | 89140      | 17,05            | 1 043 (2012)                      | 61                 |
| Saint-Agnan                | 89332      | 89340      | 13,22            | 940 (2012)                        | 71                 |
| Saint-Sérotin              | 89369      | 89140      | 14,10            | 547 (2012)                        | 39                 |
| Villeblevin                | 89449      | 89340      | 7,36             | 1 822 (2012)                      | 248                |
| Villemanoche               | 89456      | 89140      | 14,39            | 659 (2012)                        | 46                 |
| Villenavotte               | 89458      | 89140      | 2,22             | 166 (2012)                        | 75                 |
| Villeneuve-la-Guyard       | 89460      | 89340      | 16,62            | 3 321 (2012)                      | 200                |
| Villeperrot                | 89465      | 89140      | 8,15             | 317 (2012)                        | 39                 |
| Villethierry               | 89467      | 89140      | 20,88            | 829 (2012)                        | 40                 |

### Composition depuis 2015
Le canton de Pont-sur-Yonne est désormais composé de dix communes entières.
| Nom                                    | Code Insee | Intercommunalité     | Superficie (km2) | Population (dernière pop. légale) | Densité (hab./km2) | Modifier                                    |
| -------------------------------------- | ---------- | -------------------- | ---------------- | --------------------------------- | ------------------ | ------------------------------------------- |
| Pont-sur-Yonne (bureau centralisateur) | 89309      | CC Yonne Nord        | 13,90            | 3 357 (2022)                      | 242                | modifier les données · modifier les données |
| Champigny                              | 89074      | CC Yonne Nord        | 21,28            | 2 127 (2022)                      | 100                | modifier les données · modifier les données |
| Chaumont                               | 89093      | CC Yonne Nord        | 8,64             | 659 (2022)                        | 76                 | modifier les données · modifier les données |
| Courtois-sur-Yonne                     | 89127      | CA du Grand Sénonais | 4,29             | 783 (2022)                        | 183                | modifier les données · modifier les données |
| Saint-Sérotin                          | 89369      | CC Yonne Nord        | 14,10            | 597 (2022)                        | 42                 | modifier les données · modifier les données |
| Villeblevin                            | 89449      | CC Yonne Nord        | 7,36             | 1 813 (2022)                      | 246                | modifier les données · modifier les données |
| Villemanoche                           | 89456      | CC Yonne Nord        | 14,39            | 671 (2022)                        | 47                 | modifier les données · modifier les données |
| Villenavotte                           | 89458      | CC Yonne Nord        | 2,22             | 162 (2022)                        | 73                 | modifier les données · modifier les données |
| Villeneuve-la-Guyard                   | 89460      | CC Yonne Nord        | 16,62            | 3 470 (2022)                      | 209                | modifier les données · modifier les données |
| Villeperrot                            | 89465      | CC Yonne Nord        | 8,15             | 296 (2022)                        | 36                 | modifier les données · modifier les données |
| Canton de Pont-sur-Yonne               | 8914       |                      | 110,95           | 13 935 (2022)                     | 126                | modifier les données                        |

## Démographie

### Démographie avant 2015
| 1962  | 1968  | 1975  | 1982   | 1990   | 1999   | 2006   | 2011   | 2012   |
| ----- | ----- | ----- | ------ | ------ | ------ | ------ | ------ | ------ |
| 8 806 | 8 901 | 9 586 | 10 902 | 14 134 | 15 352 | 16 718 | 17 807 | 17 960 |

### Démographie depuis 2015
En 2022, le canton comptait 13 935 habitants, en évolution de −1,32 % par rapport à 2016 (Yonne : −1,95 %, France hors Mayotte : +2,11 %).
| 2013   | 2018   | 2022   |
| ------ | ------ | ------ |
| 13 846 | 13 938 | 13 935 |